# Northfield (Nueva Jersey)
Northfield es una ciudad ubicada en el condado de Atlantic en el estado estadounidense de Nueva Jersey. En el año 2010 tenía una población de 8.624 habitantes y una densidad poblacional de 969.0 personas por km².

## Geografía
Northfield se encuentra ubicado en las coordenadas 39°22′24″N 74°33′17″O / 39.37333, -74.55472.

## Demografía
Según la Oficina del Censo en 2000 los ingresos medios por hogar en la localidad eran de $56,875 y los ingresos medios por familia eran $62,896. Los hombres tenían unos ingresos medios de $43,227 frente a los $30,227 para las mujeres. La renta per cápita para la localidad era de $25,059. Alrededor del 5.6% de la población estaba por debajo del umbral de pobreza.